# Beatriz Ferreyra
Pour les articles homonymes, voir Ferreyra.
 (janvier 2024).
Si vous disposez d'ouvrages ou d'articles de référence ou si vous connaissez des sites web de qualité traitant du thème abordé ici, merci de compléter l'article en donnant les références utiles à sa vérifiabilité et en les liant à la section « Notes et références ».
Beatriz Mercedes Ferreyra, née le 21 juin 1937, est une compositrice argentine vivant en France.

## Biographie
Beatriz Ferreyra est née à Cordoba, en Argentine. Elle étudie le piano avec Celia Bronstein à Buenos Aires, l'harmonie et l'analyse musicale avec la compositrice, Nadia Boulanger à Paris de 1962 à 1963. En 1963, elle s'initie à la musique concrète et électronique avec Edgardo Canton. En l967, elle suit les cours de composition d'Earle Brown et de Gyorgy Ligeti en Allemagne.
Elle intègre le département de recherche de l'Office de Radiodiffusion Télévision Française (ORTF), en collaboration avec le Groupe de Recherches Musicales (GRM) dirigé par Pierre Schaeffer dès 1963. Pendant cette période, elle développe ses activités musicales et audio-visuelles et collabore à la réalisation du travail de recherche de Henri Chiarucci et Guy Reibel : Le rapport entre la hauteur et la fondamentale d'un son musical, édité  en  mars 1966 dans la Revue Internationale d'Audiologie. Elle participe à la réalisation des disques qui illustrent le Solfège de l'Objet Sonore de Pierre Schaeffer. Elle aura une influence incontestable auprès des stagiaires du Groupe de Recherches Musicales (GRM). Elle donne des cours du Conservatoire national supérieur de musique et de danse de Paris, elle est alors responsable des séminaires interdisciplinaires du Service de la Recherche.
À partir de 1967, Beatriz Ferreyra reçoit de nombreuses commandes d’œuvres du Groupe de Recherches Musicales (GRM), du Groupe de Musique Expérimentale de Bourges (qui deviendra ensuite l'Institut international de musique électroacoustique de Bourges), du Collège de Dartmouth, de Musique et recherche en Belgique... À partir de 1970, elle devient compositrice indépendante. Elle fait des recherches instrumentales avec Bernard Baschet sur ses "Structures sonores". De 1973 à 1977, elle s'intéresse à la création d’œuvres dédiées à la musicothérapie. En 1976, elle fait  partie du Jury du 4° Concours International de Musique Expérimentale de Bourges et du Concours International Radiophonique de Phonurgia Nova en Arles en 1987, du Concours International de musiques électroacoustiques du Conservatoire Royal de Musique de Mons en juillet 2000 et du Concours International de Musiques électroacoustiques du groupe «Musiques & Recherches" de Bruxelles en juillet 2000.
En octobre 2014, elle reçoit le titre de Membre honorable de l'International Music Council (IMC).

## Œuvre
Beatriz Ferreyra compose pour le cinéma, le danse, le théâtre, la radio, la musicothérapie. 
Ses principales œuvres :
- Mer d'Azov, étude aux itérations (1963)
- Médisances (1968)
- L'orviétan (1970)
- Siesta Blanca (1972)
- Canto del Loco (1974)
- Petit Poucet magazine (1985)
- L'OVNI de la Forêt (1986)
- Souffle d'un petit Dieu distrait (1987)
- Ríos del sueno (1998-2000)
- Vivencias (2001)
- Cantos de antes (2002)
- La rivière des oiseaux (2003)
- Dans un point infini (2005)
- L'art de l'étude (2006)
- La condition captive (2006)
- Sourire de l'ange (2006) avec Christine Groult
- Marche, quitte et va (2008) avec Christine Groult
- Impasse (2008) avec Inés Wickmann
- Les larmes de l'inconnu (2011)

## Discographie
- Médisances (Gossips) Ed. Collection Prospective XXIe siècle, Philips,1969
- Filkingen   Siesta Blanc  (White siesta) Ed. Chrysopée Electronique Suède 1975.
- Petit Poucet Magazine, Ed. Le Chant Du Monde, France, 1998.
- Souffle d'un petit Dieu distrait (Suspiro de un pequeño Dios distraido) Ed. Sonic Cirsuits, American Composers Forum  1997 , Innovd 114, U.S.A.
- Rio de los pàjaros (The bird's river - La riviere des oiseaux) Ed. IMEB / UNESCO : CIME 2000
- La baballe du chienchien à la mémère (La pelota del perro de la vieja) Ed.  Compendium International, Bourges, France, 2001
- Siesta blanca Les chemins du vent des glaces (The freezing wind’s paths – Los   caminos del viento glacial)   Ed. Chrysopée Electronique, 1972-2002
- Demeures aquatiques  (Aquatic mansons - Moradas acuàticas )  An anthology of noise & electronic music  Ed. Sub Rosa   SR250 – vol 4 –2005 -  Bruxelles, Belgique
- La Rivière des oiseaux, Ed. Motus 2003
- Jazz’t for Miles Ed. CCEBA – 2009 - Buenos Aires, Argentine
- Huellas Entreveradas, Persistence of Sound, 2020